# Casamance

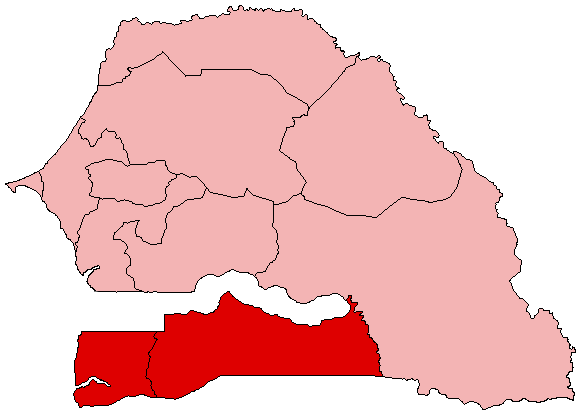
Obszar Casamance

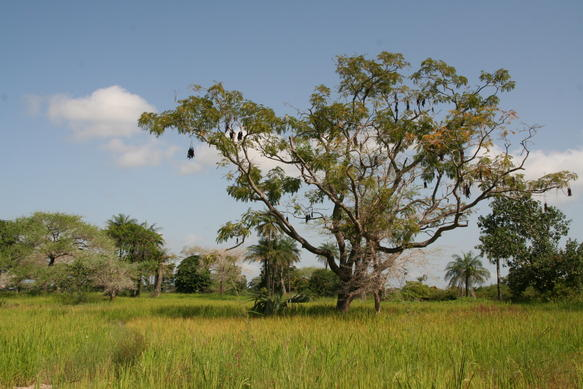
Krajobraz regionu Casamance

Casamance (wolof: Kaasamaas) – region Senegalu, położony na południe od terytorium Gambii nad rzeką Casamance. Obejmuje trzy regiony administracyjne kraju: Ziguinchor, Sédhiou i Kolda. Głównym miastem regionu Casamance jest Ziguinchor. Powierzchnia regionu wynosi ok. 29 tys. km², zamieszkuje go ok. 800 tys. mieszk.
Gospodarka Casamance w dużej mierze opiera się na rolnictwie, głównie uprawie ryżu. Region posiada też dobre warunki do rozwoju turystyki (m.in. plaże w okolicach Cap Skirring i na wyspie Carabane), ale sytuacja polityczna utrudnia wykorzystanie tych zasobów. 
Dominującą grupą etniczną tego regionu jest lud Diola. Stosunkowo trudna sytuacja ekonomiczna w tym regionie doprowadziła do powstania separatystycznego Ruchu Demokratycznych Sił Casamance (Mouvement des forces démocratiques de Casamance, MFDC). W 1982 doszło do pierwszych konfrontacji między siłami zbrojnymi Senegalu a miejscowymi rebeliantami. Zawieszenie broni uzgodnione w 1991 i 2001 zostały później zerwane. Ostatnie porozumienie z 30 grudnia 2004 zakłada rezygnację z wszelkich działań zbrojnych przez obie strony, otwarcie negocjacji oraz wprowadzenie planu odbudowy regionu.